# (22409) 1995 SU3
1995 أس يو 3 (ويعرف أيضًا باسم (22409) 1995 أس يو 3 وفق تسمية الكوكب الصغير) (بالإنجليزية: 1995 SU3)‏ هو كويكب ضمن حزام الكويكبات؛ وترتيبه 22409 من حيث الاكتشاف.
اكتُشف هذا الجُرم الفلكي بواسطة Kazuro Watanabe ‏ في 20 سبتمبر 1995.

## وصلات خارجية
- (22409) 1995 SU3 في قاعدة بيانات مختبر الدفع النفاث لأجرام النظام الشمسي الصغيرة

- الاكتشاف · مخطط المدار ·  العناصر المدارية · المعلمات المادية

- (22409) 1995 SU3 على موقع ويكي سكاي: DSS2, SDSS, GALEX, IRAS, Hydrogen α, X-Ray, Astrophoto, Sky Map, Articles and images